# Precious Time (album de Pat Benatar)
Pour les articles homonymes, voir Precious Time.
Albums de Pat Benatar
Crimes of Passion
(1980) Get Nervous
(1982)
Singles
1. Fire and Ice
Sortie : 6 juillet 1981
2. Promises in the Dark
Sortie : 25 septembre 1981

Precious Time est le 3e album studio de la chanteuse américaine, Pat Benatar. Il est sorti le 6 juillet 1981 sur le label Chrysalis Records et a été produit par Keith Olsen et Neil Giraldo.

## Historique
Cet album fut enregistré début 1981 aux studios Sound City et Goodnight L.A. de Los Angeles. Il comprend une reprise du groupe Paul Revere and the Raiders, Just Like Me ainsi que la reprise du Helter Skelter des Beatles.
L'album se classe numéro 1 au Billboard 200 américain la semaine du 15 août 1981. En France, l'album a occupé la 3e position et est resté classé durant 24 semaines dans le classement des meilleures ventes de disques, il a été certifié disque d'or en 1981 pour plus de 100 000 albums vendus.
Grâce au single Fire and Ice sorti la même année, Pat Benatar remporte le Grammy Award en 1982 dans la catégorie Best Female Rock Vocal Performance (Meilleure chanteuse rock). Le single fut un gros succès en Amérique du Nord, où Fire and Ice s'est classé 2e au Mainstream Rock Tracks chart et 4e au Canadian Singles Chart.
Le second single, Promises in the Dark, a également atteint le Top50, atteignant la 16e position au Mainstream Rock Tracks chart le 26 septembre 1981 et 38e au Billboard Hot 100 le 31 octobre 1981. En France cette chanson se classa à la 16e place des meilleures ventes de singles.

## Liste des titres
| 1. | Promises in the Dark                                  | Pat Benatar, Neil Giraldo                      | 4:48 |
| 2. | Fire and Ice                                          | Pat Benatar, Tom Kelly, Scott St. Clair Sheets | 3:19 |
| 3. | Just Like Me (reprise de Paul Revere and the Raiders) | Rick Dey, Roger Hart, Terry Melcher            | 3:30 |
| 4. | Precious Time                                         | Billy Steinberg                                | 6:03 |

| 5. | It's a Tuff Life                     | Neil Giraldo                   | 3:17 |
| 6. | Take It Anyway You Want It           | Neil Giraldo, Martin Briley    | 2:49 |
| 7. | Evil Genius                          | Neil Giraldo, Pat Benatar      | 4:34 |
| 8. | Hard to Believe                      | Neil Giraldo, Myron Grombacher | 3:26 |
| 9. | Helter Skelter (reprise des Beatles) | John Lennon, Paul McCartney    | 3:50 |

## Musiciens
- Pat Benatar: chant
- Neil Giraldo: guitares, guitare solo, claviers, chœurs
- Scott St. Clair Sheets: guitare rythmique
- Roger Capps: basse
- Myron Grombacher: batterie, percussions

Musiciens additionnels
- Alan Pasqua: piano (1, 7)
- Gary Herbig, Joel Peskin, Tom Scott, Larry Williams: saxophone (7)
- Keith Olsen: tambourine (2)

## Charts et certifications
| Pays             | Durée du classement | Meilleur classement |
| ---------------- | ------------------- | ------------------- |
| Allemagne        | 2 semaines          | 57e                 |
| Canada           | 18 semaines         | 2e                  |
| États-Unis       | 54 semaines         | 1er                 |
| France           | 24 semaines         | 3e                  |
| Norvège          | 2 semaines          | 28e                 |
| Nouvelle-Zélande | 22 semaines         | 2e                  |
| Pays-Bas         | 3 semaines          | 46e                 |
| Royaume-Uni      | 7 semaines          | 30e                 |
| Suède            | 6 semaines          | 9e                  |

| Pays             | Certification | Ventes      | Date       |
| ---------------- | ------------- | ----------- | ---------- |
| Canada           | 2 × Platine   | 200 000 +   | 01/09/1981 |
| États-Unis       | 2 × Platine   | 2 000 000 + | 06/11/1984 |
| France           | Or            | 100 000 +   | 1981       |
| Nouvelle-Zélande | Or            | 7 500 +     | 27/09/1981 |

### Charts singles
| Année | Single                     | Chart                  | Durée du classement | Position |
| ----- | -------------------------- | ---------------------- | ------------------- | -------- |
| 1981  | Fire and Ice               | Hot 100                | 15 semaines         | 17e      |
| 1981  | Fire and Ice               | Mainstream Rock Tracks | 21 semaines         | 31e      |
| 1981  | Fire and Ice               | RPM Top Singles        | 10 semaines         | 4e       |
| 1981  | Fire and Ice               | RMNZ Singles Top40     | 13 semaines         | 22e      |
| 1981  | Just Like Me               | Rock Tracks            | 19 semaines         | 15e      |
| 1981  | Promises in the Dark       | Hot 100                | 11 semaines         | 38e      |
| 1981  | Promises in the Dark       | Rock Tracks            | 21 semaines         | 16e      |
| 1981  | Promises in the Dark       | RPM Top Singles        | 10 semaines         | 4e       |
| 1981  | Promises in the Dark       | Top singles            | 13 semaines         | 16e      |
| 1981  | Take It Anyway You Want It | Rock Tracks            | 10 semaines         | 32e      |